# Monori kistérség
A Monori kistérség kistérség Pest megyében, központja Monor.

## Települései
| Bénye  | Csévharaszt | Ecser | Gomba      | Gyömrő      |
| Káva   | Maglód      | Monor | Monorierdő | Nyáregyháza |
| Péteri | Pilis       | Vasad | Üllő       | Vecsés      |

## Fekvése
A monori kistérség Pest megye délkeleti  részén, a Gödöllői-dombság és az Alföld határán helyezkedik el.
A kistérség egész területe közúton jól megközelíthető, közlekedési kapcsolatai egyedülállónak mondhatók. Itt található Magyarország legnagyobb nemzetközi repülőtere a Budapest Liszt Ferenc nemzetközi repülőtér. Két országos főútvonal, a 4-es főút és a 31-es főút, egy vasúti fővonal, a Budapest–Záhony-vasútvonal és az M0-s körgyűrű révén nemcsak a hazai, de az európai vérkeringéshez is szervesen kapcsolódik.

## Története
A Monori kistérség előzményének tekinthető közigazgatási területi egységeknek az 1886 óta változatlan székhelyű Monori járás, majd 1984-től a monori nagyközségkörnyék, illetve 1989-től városkörnyék.
A Monori egyike azon 138 kistérségnek, melyeket a KSH 1994-ben alakított ki statisztikai céllal a települések közötti valós munka-, lakóhelyi, közlekedési, középfokú ellátási és egyéb kapcsolatok alapján. Ekkor a következő tizenegy település tartozott hozzá: Monor, Bénye, Csévharaszt, Gomba, Káva, Nyáregyháza, Péteri, Pilis, Sülysáp, Úri és Vasad. Ekkor a budapesti agglomeráció egyetlen kistérséget alkotott, így a felsoroltaktól északnyugatra fekvő települések a Budapesti kistérséghez tartoztak.
A kistérségi rendszer 1997-es felülvizsgálata során a Monori kistérség területe jelentősen csökkent. 1997. augusztus 1-jétől a Nagykátai kistérséghez sorolták át településeinek majdnem felét (Bénye, Gomba, Káva, Sülysáp, Úri), így ezután csak hat település tartozott hozzá (Monor, Csévharaszt, Nyáregyháza, Péteri, Pilis és Vasad). Ezzel egyidejűleg a budapesti agglomeráció területén a korábbi egységes Budapesti kistérség helyett öt új alakult, ezek egyikéhez, a Gyálihoz sorolták a Monori kistérség és Budapest közé eső településeket.
A kistérségek beosztásának újabb módosítása 2004. január 1-jével ismét jelentősen érintette a Monori kistérséget, településeinek száma hatról tizenötre nőtt. Visszakerült hozzá az 1997-ben a Nagykátai kistérséghez sorolt öt község, valamint a Gyáli kistérségtől Ecser, Gyömrő, Maglód és Mende.
2006-ig Monor város településrésze volt Monorierdő, majd a 88/2005. (VI. 29.) KE határozat alapján, 2006. október 1-jétől, önálló községgé vált Monorierdő néven.
A kistérség területének legutóbbi módosítására a 2007-es kistérségi rendezés során került sor 2007. szeptember 25-ével, amikor Üllő és Vecsés a Gyáli kistérségből a Monoriba kerültek át, viszont Sülysáp és Úri ismét a Nagykátai kistérségbe került, akárcsak a 2004 előtt a Gyáli kistérségbe tartozott Mende.

## Lakónépesség alakulása
A kistérség népessége 2010 elején 111 855 fő volt. Az egyes települések népessége az alábbi volt.
| Település   | Rang   | Népesség (2010) |
| ----------- | ------ | --------------- |
| Bénye       | község | 1 257           |
| Csévharaszt | község | 1 957           |
| Ecser       | község | 3 616           |
| Gomba       | község | 3 007           |
| Gyömrő      | város  | 16 133          |
| Káva        | község | 618             |
| Maglód      | város  | 11 639          |
| Monor       | város  | 18 521          |
| Monorierdő  | község | 3 556           |
| Nyáregyháza | község | 3 973           |
| Péteri      | község | 2 177           |
| Pilis       | város  | 11 457          |
| Üllő        | város  | 11 292          |
| Vasad       | község | 1 822           |
| Vecsés      | város  | 20 830          |

## Külső hivatkozások
- Vezérmegye.hu – Pest megyei hír- és szolgáltató portál
- Monor és térsége Önkormányzati Főépítészi Társulás és Társult települési Tervtanács honlapja
- Szabó Bence: Monori kistérség, 4305. Bénye, Csévharaszt, Ecser, Gomba, Gyömrő, Káva, Maglód, Mende, Monor, Nyáregyháza, Péteri, Pilis, Sülysáp, Úri, Vasad; Száz Magyar Falu Könyvesháza Kht., Bp., 2005 (Kincses könyvek)